# Сероне (Потенца)
Сероне (итал. Serrone) је насеље у Италији у округу Потенца, региону Базиликата.
Према процени из 2011. у насељу је живело 35 становника. Насеље се налази на надморској висини од 758 м.